# Петрашевский, Николай Семёнович
Николай Семёнович Петрашевский (род. 4 февраля 1931, Москва) — советский футболист, полузащитник и нападающий, мастер спорта. В 1952 году выступал за «Красное Знамя» из Орехова-Зуева, откуда в 1953 перешёл в днепропетровский «Металлург», и далее в 1954 в клуб ЦДСА, возрождённый после расформирования в 1952. За ЦДСА в сезоне 1954 провёл единственный свой матч в высшей лиге, выйдя на замену Емышеву в киевском матче с местным «Динамо» (0:1). С 1960 по 1965 выступал за калининскую «Волгу», в нападении, и позже в полузащите. С «Волгой в сезоне 1963 выиграл чемпионат РСФСР, за что получил звание мастера спорта. В 1969 был тренером «Волги», а с 1970 по 1974 — начальником команды.

## Достижения

### Командные
«Волга» Калинин
- Победитель чемпионата РСФСР (1): 1963[4]